# John van Dreelen
Jacques Theodore van Drielen Grimberg — né le 5 mai 1922 à Amsterdam (Pays-Bas) et mort le 4 septembre 1992 au Cap d'Agde (commune d'Agde, Hérault) — est un acteur néerlandais, connu sous le nom de scène de John van Dreelen (souvent orthographié John Van Dreelen).

## Biographie
Partageant sa carrière entre l'Europe et les États-Unis, John van Dreelen contribue pour le cinéma à quarante-et-un films (néerlandais, allemands, français, américains, en coproduction ou autres), le premier sorti en 1948, le dernier en 1991.
Parmi ses films notables, citons Nous irons à Monte-Carlo de Jean Boyer (1952, avec Philippe Lemaire et Audrey Hepburn), L'Express du colonel Von Ryan de Mark Robson (1965, avec Frank Sinatra et Trevor Howard), L'Étau d'Alfred Hitchcock (1969, avec Frederick Stafford et Dany Robin), Les Horizons perdus de Charles Jarrott (1973, avec Peter Finch et Liv Ullmann), ou encore La Formule de John G. Avildsen (1980, avec George C. Scott et Marthe Keller).
Pour la télévision européenne ou américaine, il apparaît dans quatre-vingt-quatorze séries entre 1950 et 1992 — année de sa mort —, dont Les Mystères de l'Ouest (deux épisodes, 1966-1969), Tatort (un épisode, 1974), Drôles de dames (un épisode, 1977) et Dynastie (deux épisodes, 1985).
S'y ajoutent vingt téléfilms de 1956 à 1985, dont The Treasure of San Bosco Reef de Robert L. Friend (avec James Daly et Roger Mobley), diffusé en deux parties dans le cadre de l'émission Le Monde merveilleux de Disney, en 1968.

## Filmographie partielle

### Cinéma
- 1949 : Gigi de Jacqueline Audry : petit rôle non crédité
- 1952 : Brelan d'as, film à sketches d'Henri Verneuil, segment Je suis un tendre : Lemmy Caution
- 1952 : Nous irons à Monte-Carlo de Jean Boyer (+ version anglaise Monte Carlo Baby) : Rudy Walter
- 1952 : Moulin Rouge de John Huston : petit rôle non crédité
- 1953 : Rote Rosen, rote Lippen, roter Wein de Paul Martin : Hans Westhoff
- 1955 : La Fin d'Hitler (Die letzte Akt) de Georg Wilhelm Pabst : Major Brinkmann
- 1958 : Le Temps d'aimer et le Temps de mourir (A Time to Love and a Time to Die) de Douglas Sirk : l'agent du gouvernement
- 1959 : The Flying Fontaines de George Sherman

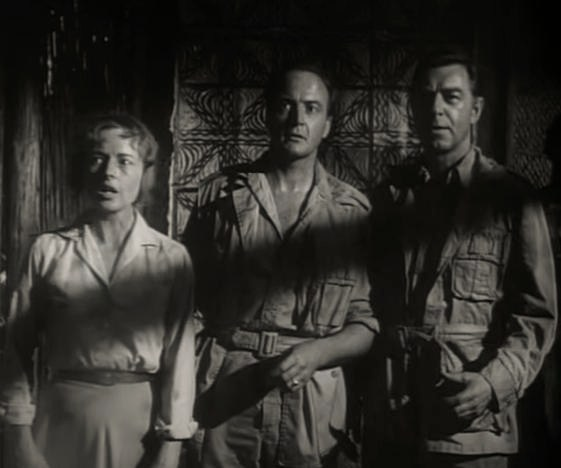
De g. à d. : Coleen Gray, John van Dreelen et Phillip Terry, dans La Femme sangsue (1960)

- 1960 : Le Général ennemi (The Enemy General) de George Sherman : Général Bruger
- 1960 : Le Voyageur de l'espace (Beyond the Time Barrier) d'Edgar G. Ulmer : Dr Bourman
- 1960 : The Wizard of Baghdad de George Sherman
- 1960 : 13 Fantômes (13 Ghosts) de William Castle : Van Allen
- 1960 : La Femme sangsue (The Leech Woman) d'Edward Dein : Bertram Garvay
- 1965 : L'Express du colonel Von Ryan (Von Ryan's Express) de Mark Robson : Colonel Gortz
- 1966 : OSS contre Gestapo (en) (I Deal in Danger) de Walter Grauman : Von Lindendorf
- 1966 : Madame X de David Lowell Rich : Christian Torben
- 1968 : Die Ente klingelt um halb acht de Rolf Thiele : l'avocat Kellermann
- 1969 : L'Étau (Topaz) d'Alfred Hitchcock : Claude Martin
- 1972 : Les espions meurent à l'aube (The Big Game) de Robert Day : Lee
- 1973 : Les Horizons perdus (Lost Horizon) de Charles Jarrott : Dr Verden
- 1977 : Final Hit (Too Hot to Handle) de Don Schain : MacKenzie Portman
- 1980 : La Formule (The Formula) de John G. Avildsen : Hans Lehman, préfet de police de Berlin
- 1986 : Une baraque à tout casser (The Money Pit) de Richard Benjamin : Carlos
- 1987 : Odyssée d'amour (titre original) de Pim de la Parra : Dr Alexander De Winter
- 1989 : Nato per combattere de Bruno Mattei : Général Weber
- 1991 : Devenir Colette (Becoming Colette) de Danny Huston : Albert

### Télévision

#### Séries télévisées
- 1959-1962 : 77 Sunset Strip
  - Saison 1, épisode 31 Downbeat (1959) : Hendrick van Horn
  - Saison 2, épisode 32 Spark of Freedom (1960) de Charles F. Haas : Colonel Szatmar
  - Saison 3, épisode 12 The Antwerp Caper (1960 - Alexis Manet) de George Waggner, épisode 25 Tiger by the Tail (1961 - le padichah de Benar) et épisode 30 Vamp 'til Ready (1961 - Max Comstock) de George Waggner
  - Saison 4, épisode 19 The Diplomatic Caper (1962 - Volta) de Sidney Salkow et épisode 39 Upbeat (1962 - Hendrick van Horn)
- 1960-1961 : Aventures dans les îles (Adventures in Paradise)
  - Saison 1, épisode 18 Le Venin (The Color of Venom, 1960 - Lieutenant Troveaux) de James Neilson et épisode 26 La Passagère clandestine (Passage to Tua, 1960 - Charles Arnoux) de James Neilson
  - Saison 2, épisode 16 Meurtre à Tenoa (The Good Killing, 1961) : M. Coret
- 1961 : Gunsmoke ou Police des plaines (Gunsmoke ou Marshal Dillon)
  - Saison 6, épisode 35 Chester's Dilemma de Ted Post : Hans Gruber
- 1962 : Rawhide
  - Saison 4, épisode 28 Les Immigrants (The Immigrants) de Tay Garnett : Ulrich
- 1964 : La Quatrième Dimension (The Twilight Zone)
  - Saison 5, épisode 29 La Chambre de la mort (The Jeopardy Room) de Richard Donner : Commissaire Vassiloff
- 1964 : Des agents très spéciaux (The Man from U.N.C.L.E.)
  - Saison 1, épisode 3 The Quadripartite Affair de Richard Donner et épisode 7 The Giuoco Piano Affair de Richard Donner : Harold Bufferton

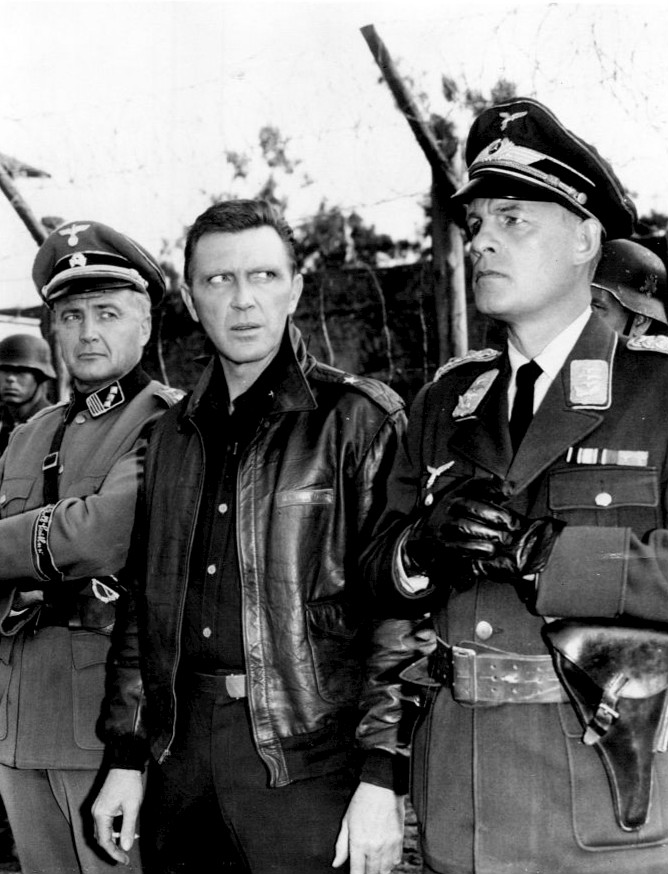
De g. à d. : John van Dreelen, Robert Lansing et
Alf Kjellin, dans la série Twelve O'Clock High (photo promotionnelle, 1965)

- 1964-1965 : Perry Mason, première série
  - Saison 7, épisode 17 The Case of the Bountiful Beauty (1964) de Jesse Hibbs : Gideon Long
  - Saison 8, épisode 19 The Case of the Feather Cloak (1965) de Jesse Hibbs : Jarvis Logan
- 1965 : Les Espions (I Spy)
  - Saison 1, épisode 8 À couteaux tirés (The Time of the Knife) de Paul Wendkos : Kraft
- 1965-1967 : Voyage au fond des mers (Voyage to the Bottom of the Sea)
  - Saison 1, épisode 17 La Dernière Bataille (The Last Battle, 1965) de Felix E. Feist : Schroder
  - Saison 3, épisode 16 Surgis du passé (Death from the Past, 1967) de Jus Addiss : Amiral baron Gustave von Neuberg
- 1966-1969 : Les Mystères de l'Ouest (The Wild Wild West)
  - Saison 2, épisode 9 La Nuit de la sirène (The Night of the Watery Death, 1966) : Marquis Philippe de La Mer
  - Saison 4, épisode 22 La Nuit des cosaques (The Night of the Cossacks, 1969) : Comte Balkovitch
- 1966-1970 : Sur la piste du crime (The F.B.I.)
  - Saison 1, épisodes 26 et 27 The Defector, Parts I-II (1966) de Christian Nyby : Alex Yustov
  - Saison 2, épisode 9 Vendetta (1966) de Paul Wendkos : Karl Schindler
  - Saison 3, épisode 7 A Sleeper Wakes (1967) de Robert Douglas : Stan Brown
  - Saison 5, épisode 20 Deadly Reunion (1970) de Jesse Hibbs : Ernst Conrad
- 1967 : Mission impossible (Mission: Impossible), première série
  - Saison 1, épisode 19 Le Diamant (The Diamond) de Robert Douglas : le premier ministre Henrik Durvard
- 1967 : Tarzan
  - Saison 1, épisode 24 To Steal the Rising Sun de William Witney : Duprez
- 1967 : Commando Garrison (Garrison's Gorillas)
  - Saison unique, épisode 2 Breakout : Colonel Mantfreeling
- 1967-1968 : Match contre la vie (Run for Your Life)
  - Saison 2, épisode 22 The Calculus of Chaos (1967) de William Hale : Jan Vlasek
  - Saison 3, épisode 23 Beware My Love (1968) de George McCowan : Henrik Verbeck
- 1967-1970 : L'Homme de fer (Ironside)
  - Saison 1, épisode 15 The Fourteenth Runner (1967) de Don Weis : Varinyi
  - Saison 4, épisode 8 Check, Mate and Murder, Part II (1970) de David Lowell Rich : Carl Shiller
- 1968 : Les Arpents verts (Green Acres)
  - Saison 4, épisode 2 The Rummage Sale de Richard L. Bare : Comte Freidmeister
- 1968 : Les Règles du jeu (The Name of the Game)
  - Saison 1, épisode 6 Incident in Berlin de Seymour Robbie : Deist
- 1968 : La Nouvelle Équipe (The Mod Squad)
  - Saison 1, épisode 7 Find Tara Chapman de Gene Nelson : Karl
- 1968-1969 : Opération vol (It Takes a Thief)
  - Saison 1, épisode 6 La Ceinture du prophète (Totally by Design, 1968) : Général Kunay
  - Saison 2, épisode 3 Le Magicien volant (The Bill Is in Committee, 1968) de Don Weis : Valdone
  - Saison 3, épisode 3 The Beautiful People (1969) de Jeannot Szwarc : Général Alekseiko
- 1970 : Max la Menace (Get Smart)
  - Saison 5, épisode 23 What's It All About, Algie? : Algernon DeGrasse
- 1970 : Un shérif à New York (McCloud)
  - Saison 1, épisode 6 Our Man in Paris de Russ Mayberry : Rissient
- 1971 : Docteur Marcus Welby (Marcus Welby, M.D.)
  - Saison 2, épisode 19 Cynthia d'Herschel Daugherty : Frederick Bramstedt
- 1974 : Tatort
  - Saison 5, épisode 1 Nachtfrost de Wolfgang Petersen : Hugo Schaarf
- 1974 : Barnaby Jones
  - Saison 3, épisode 6 Forfeit by Death de Leslie H. Martinson : Victor Sonderheim
- 1974-1976 : L'Homme qui valait trois milliards (The Six Million Dollar Man)
  - Saison 1, épisode 9 Le docteur Wells a disparu (Dr. Wells Is Missing, 1974) de Virgil W. Vogel : Alfredo Tucelli
  - Saison 4, épisode 6 H + 2 + O = Mort (H+2+O = Death, 1976) : Theodore J. Matheson
- 1975 : Police Story
  - Saison 2, épisode 16 To Steal a Million : John Vander Veer
- 1977 : Drôles de dames (Charlie's Angels)
  - Saison 1, épisode 19 Bal dans la nuit (Dancing in the Dark) de Cliff Bole : Alexander Cruz
- 1977 : Intrigues à la Maison Blanche (Washington: Behind Closed Doors) : Wharton
- 1978 : 200 dollars plus les frais (The Rockford Files)
  - Saison 4, épisode 21 La Maison de l'avenue Willis (The House on Willis Avenue) de Hy Averback : Gunderson
- 1978 : Wonder Woman
  - Saison 2, épisode 18 Vol pour l'oubli (Flight to Oblivion) d'Alan Crosland : Dante
- 1983 : Pour l'amour du risque (Hart to Hart)
  - Saison 4, épisode 15 Un parfum très subtil (Harts on the Scent) de Kevin Connor : Henri Beaumont
- 1983 : Les Enquêtes de Remington Steele (Remington Steele)
  - Saison 2, épisode 10 Menaces (Steele Threads) de Karen Arthur : François Periot
- 1984 : Falcon Crest
  - Saison 4, épisode 1 Requiem et épisode 2 Father's Day de Reza Badiyi : Johann Riebmann
- 1984 : Espion modèle (Cover Up)
  - Saison unique, épisode 9 Notes d'auteur (Writer's Block) de Richard A. Colla : Malcolm Caine
- 1985 : K 2000 (Knight Rider)
  - Saison 3, épisode 15 Auto-défense (Buy Out) : Hunt
- 1985 : Dynastie (Dynasty)
  - Saison 5, épisode 29 Un mariage royal (Royal Wedding) de Jerome Courtland : le ministre du culte
  - Saison 6, épisode 1 Le Bilan (The Aftermath) de Robert Scheerer : le ministre du culte
- 1985 : Supercopter (Airwolf)
  - Saison 3, épisode 5 La Dernière Chance (Crossover) de Don Medford : Victor Janek
- 1988 : L'Heure Simenon
  - Saison unique, épisode 10 La Maison du canal de Josef Rusnak : Oncle Louis

#### Téléfilms
- 1957 : Monsignores große Stunde de Fritz Umgelter : l'avocat
- 1965 : Memorandum for a Spy de Stuart Rosenberg : Strellin
- 1967 : Three for Danger de William A. Graham : Lassiter
- 1968 : The Treasure of San Bosco Reef de Robert L. Friend : Dr Hans Linquist
- 1978 : Le Maître des clones (The Clone Master) de Don Medford : Salt
- 1979 : The Ultimate Impostor de Paul Stanley : Ruben Parets
- 1980 : Swan Song de Jerry London : Bergstrom
- 1981 : Evita Peron de Marvin J. Chomsky : Capitaine von Weber
- 1985 : Covenant de Walter Grauman : Heinrich Bosch